# Nobina
Nobina AB (Concordia Bus AB, -2009) är moderbolag i en transportkoncern som bedriver beställnings- och linjetrafik i Sverige, Norge, Danmark och Finland. Det är Nordens största kollektivtrafikoperatör med 15 000 anställda i olika bolag. Huvudkontoret ligger i Solna kommun i Stockholms län.

## Historik
- 1911 SJ Buss startar verksamhet.
- 1932 Företaget Trafikförvaltningen Göteborg-Dalarne-Gävle (GDG) startar storskalig trafikrörelse med buss och lastbil.
- 1990 Avreglering i Sverige, Danmark, Norge och Finland möjliggör upphandling av regional kollektivtrafik.
- 1990 Swebus bildas genom sammanslagning av GDG och SJ Buss.
- 1994 Första expansionen utanför Sverige. Varumärket Swebus tas i bruk i Finland efter förvärv.
- 1996 Stagecoach Group köper Swebus från Statens Järnvägar[2]
- 2000 Concordia Bus Group köper Swebus från Stagecoach Group[3]
- 2004 Ny ledning på plats.
- 2005 Omfinansiering och ny kapitalstruktur för koncernen.[förtydliga]
- 2007 EU:s trafikförordning för kollektivtrafik bidrar till att den nordiska marknaden öppnas upp ytterligare.
- 2008 Etablering i Danmark genom kontrakt i Köpenhamn.
- 2009 Koncernen Concordia Bus Group byter namn till Nobina. Namnet Swebus Express används för expressbusstrafiken.[4]
- 2015/2016 Nobinakoncernen noteras den 18 juni 2015 på Nasdaq Stockholm.
- 2018 Swebus Express avyttras till Flixbus.
- 2021 I december 2021 meddelades det att Ride Bidcos lade ett offentligt uppköpserbjudande på Nobina.[5]
- 2022 Nobina avnoterades från Stockholmsbörsen med sista handelsdag den 16 februari 2022.[6]

## Verksamhet
Inom Nobinakoncernen ingår:
- Nobina Technology AB
- Nobina Sverige AB
- Nobina Norge AS
- Nobina Danmark A/S
- Nobina Finland Oy
- Nobina Technology AB
- Nobina Fleet AB
- Samtrans Omsorgsresor AB
- K-E Buss AB
- Göteborgs Buss AB
- Telepass AB
- Ørslev Servicetrafik A/S
- Anja och Dennis Hemservice AB